# Катрина
 Тази статия е за измисления персонаж.  За атлантическия ураган вижте Катрина (ураган).  
Катрина (на испански: La Catrina) е измислен персонаж, алегория на смъртта, който води началото си от гравюра от 1913 година на мексиканския художник Хосе Гуадалупе Посада, а впоследствие се превръща във важен елемент от отбелязването на празника Ден на мъртвите.
Катрина представлява женски скелет с помпозна шапка, иронизираща модата сред висшите класи в началото на 20 век. Целта на изображението е да сатиризира мексиканците от предреволюционния период, подражаващи на традициите на европейската аристокрация. Катрина придобива широка популярност едва в края на 40-те години, когато Диего Ривера я включва в своя стенопис „Сън в един неделен следобед в Аламеда Сентрал“ („Sueño de una Tarde Dominical en la Alameda Central“, 1948).